# Таємничий в'язень
«Таємничий в'язень» (рос. «Таинственный узник») — молдовський радянський художній фільм 1986 року режисера Валеріу Гажіу за мотивами роману Ольги Форш «Одягнені каменем» про життя революціонера Михайла Бейдемана.

## Сюжет
Михайло захоплений ідеями декабристів про Росію, вільну від тиранії царя. Після закінчення військового училища він їде за кордон. Після повернення в Росію його чекає трагічна доля.

## У ролях
- Дмитро Харатьян
- Ольга Сирина
- Лариса Гузєєва
- Олександр Лазарєв
- Геннадій Чулков
- Юхим Лазарєв
- Валеріу Каланча
- Галина Сазонова
- Валентин Куку-Бужор
- Павло Бєлозьоров
- Вадим Вільський
- Гурам Пирцхалава
- Олександр Сирин
- Серджіу Фініті
- Костянтин Константинов

## Творча група
- Сценарій: Валеріу Гажіу
- Режисер: Валеріу Гажіу
- Оператор: Валентин Бєлоногов
- Композитор: Валерій Логінов